# Epimyrma tamarae
Epimyrma tamarae är en myrart som beskrevs av Arnol'di 1968. Epimyrma tamarae ingår i släktet Epimyrma och familjen myror. IUCN kategoriserar arten globalt som sårbar. Inga underarter finns listade i Catalogue of Life.